# À l'heure zéro
Pour plus de détails, voir Fiche technique et Distribution.
À l'heure zéro (Zero Hour!) est un film catastrophe américain réalisé par Hall Bartlett, sorti en 1957.

## Synopsis
À la suite d'une intoxication alimentaire touchant son équipage, un vol en avion tourne à la catastrophe et l'appareil se retrouve sans pilote.

## Fiche technique
- Titre : À l'heure zéro
- Titre original : Zero Hour!
- Réalisation : Hall Bartlett
- Scénario : Arthur Hailey, Hall Bartlett, John C. Champion
- Photographie : John F. Warren
- Montage : John C. Fuller
- Musique : Ted Dale
- Direction artistique : Boris Leven
- Décors : Ross Dowd
- Costumes : Eddie Armand
- Son : Lyle Figland, Charles Grenzbach
- Producteurs : John C. Champion, Hall Bartlett	(non crédité)
- Société de production : Bartlett-Champion Productions, Carmel Productions et Delta Enterprises Inc.
- Société de distribution : Paramount Pictures
- Pays de production : États-Unis
- Langue : Anglais
- Format : Noir et blanc — 35 mm — 1,85:1 — Son : Mono (Westrex Recording System)
- Genre : Film dramatique, Film catastrophe
- Durée : 81 minutes
- Dates de sortie :
  - États-Unis : 13 novembre 1957
  - France : 23 avril 1958

## Distribution
- Dana Andrews : le lieutenant Ted Stryker
- Linda Darnell : Ellen Stryker
- Sterling Hayden : le capitaine Martin Treleaven
- Elroy Hirsch : le capitaine Bill Wilson
- Geoffrey Toone (en) : le docteur Baird
- Jerry Paris : Tony Decker
- Peggy King : Janet Turner
- Charles Quinlivan : Harry Burdick
- Carole Eden : Mme Joan Wilson
- Katherine Warren (non créditée) : Mme Purdy

## Commentaires
- À l'heure zéro est en fait un remake d'un téléfilm canadien diffusé en 1956, Flight into Danger (en) avec James Doohan dans le rôle de Ted Stryker[1].
- Arthur Hailey a également co-écrit un roman avec John Castle basé sur la même intrigue, intitulé Flight Into Danger: Runway Zero-Eight (1958).
- Le film est presque entièrement pastiché par le film humoristique plus récent et mieux connu Y a-t-il un pilote dans l'avion ? (Airplane!), les deux héros principaux portant exactement les mêmes noms (Ted Stryker et Elaine). Les droits du film ont été achetés par la Paramount, donnant à l'équipe de film le pouvoir de réemployer le script dans sa presque totalité, y compris le nom du héros Ted Striker[2].
- Le film, assez obscur, n'a pas été vendu en VHS, mais une version DVD est sortie le 26 juin 2007.